# Protoneura tenuis
Protoneura tenuis är en trollsländeart som beskrevs av Selys 1860. Protoneura tenuis ingår i släktet Protoneura och familjen Protoneuridae. IUCN kategoriserar arten globalt som livskraftig. Inga underarter finns listade i Catalogue of Life.